# Велби (Колорадо)
Велби (енгл. Welby) насељено је место без административног статуса у америчкој савезној држави Колорадо.

## Демографија
По попису из 2010. године број становника је 14.846, што је 1.873 (14,4%) становника више него 2000. године.
| Група             | 2000.         | 2010.         |
| Белци             | 7.464 (57,5%) | 6.006 (40,5%) |
| Афроамериканци    | 205 (1,6%)    | 248 (1,7%)    |
| Азијати           | 153 (1,2%)    | 193 (1,3%)    |
| Хиспаноамериканци | 4.792 (36,9%) | 8.117 (54,7%) |
| Укупно            | 12.973        | 14.846        |